# Telamón
Telamón (latinsky Telamon) je v řecké mytologii salamínský král. Byl synem aigínského krále Aiaka a bratr fthíjského krále Pélea.
Byl přítelem největšího hrdiny Hérakla, s nímž se zúčastnil výpravy proti Tróje (Héraklova vlastní výprava odehrávající se několik desetiletí před slavnou Trójskou válkou). Byl také členem posádky slavné lodi Argó, na níž se Argonauti pod vedením Iásona plavili až do daleké Kolchidy pro zlaté rouno. Je také uveden mezi účastníky slavného a nebezpečného lovu na kalydónského kance. To vše svědčí o jeho statečnosti, odvaze a hrdinství.
Proslavil se nejenom těmito skvělými vlastnostmi, ale také svými potomky: oba jeho synové Teukros a Aiás patřili mezi nejstatečnější vůdce achajských vojsk v trojské válce. Zejména Aiás, zvaný Velký, byl nejsilnějším bojovníkem hned po Achilleovi.
Telamón však byl známý také svou vynalézavostí. Při dobývání Tróje prý vnikl do města první. Héraklés, který neuměl být tím druhým, na něj vytasil meč. Telamóna však nevyvedl z míry - jen se sehnul a sbíral kameny. Héraklés se ptal s podivem, co to přítel dělá. „Stavím obětní oltář největšímu hrdinovi Héraklovi!“ odpověděl klidně a roztržka byla zažehnána v samém počátku.